# Craspedia
Craspedia es un género de plantas con flores perteneciente a la familia de las asteráceas. Comprende 37 especies descritas y de estas, solo 24 aceptadas.

## Taxonomía
El género fue descrito por Georg Forster y publicado en Florulae Insularum Australium Prodromus 58. 1786. La especie tipo es Craspedia uniflora G.Forst.	
Etimología
Craspedia: nombre genérico que proviene de la palabra griega kraspedon, que significa "frontera o borde": en alusión a la franja de lana de las hojas de C. uniflora en Nueva Zelanda.

## Especies
A continuación se brinda un listado de las especies del género Craspedia aceptadas hasta julio de 2012, ordenadas alfabéticamente. Para cada una se indica el nombre binomial seguido del autor, abreviado según las convenciones y usos.
- Craspedia adenophora K.L.McDougall & N.G.Walsh
- Craspedia alba J.Everett & Joy Thomps.
- Craspedia alpina Backh. ex Hook.f.
- Craspedia aurantia J.Everett & Joy Thomps.
- Craspedia canens J.Everett & Doust
- Craspedia coolaminica J.Everett & Joy Thomps.
- Craspedia costiniana J.Everett & Joy Thomps.
- Craspedia crocata J.Everett & Joy Thomps.
- Craspedia glabrata (Hook.f.) Rozefelds
- Craspedia glauca (Labill.) Spreng.
- Craspedia haplorrhiza J.Everett & Doust
- Craspedia jamesii J.Everett & Joy Thomps.
- Craspedia lamicola J.Everett & Joy Thomps.
- Craspedia lanata (Hook.f.) Allan
- Craspedia leucantha F.Muell.
- Craspedia major (Hook.f.) Allan
- Craspedia maxgrayi J.Everett & Joy Thomps.
- Craspedia minor (Hook.f.) Allan
- Craspedia paludicola J.Everett & Doust
- Craspedia pilosa Spreng.
- Craspedia preminghana Rozefelds
- Craspedia robusta (Hook.f.) Cockayne
- Craspedia uniflora G.Forst.
- Craspedia variabilis J.Everett & Doust